# 愛杜依人

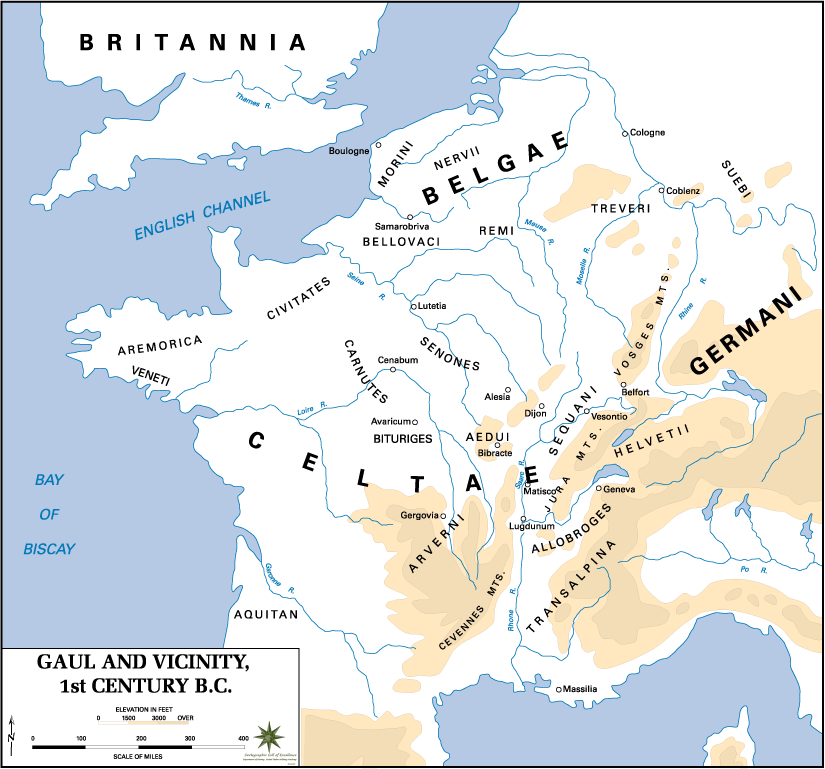
前1世紀的高盧地圖標記出愛杜依部落的位置

愛杜依人，也稱埃杜維人（英語：Aedui，Haedui ， Hedui；古希臘語：Αἰδούοι）是盧格敦高盧的凱爾特族群，居住在阿拉爾（Arar，今索恩河）與里格（Liger，盧瓦爾河）間的區域。他們的領地包含大部分現代索恩-卢瓦尔省、科多尔省和涅夫勒省地方。

## 地理
愛杜依人的疆域可由他們的紀錄來確定。盧瓦爾河上游構成西方邊界，將他們與比圖里吉人分開，而索恩河構成他們的東方邊界，將他們與塞夸尼人分開。 塞夸尼人沒有居住在杜河流入索恩河，以及稍後流入塞納河的匯流處，如同凱薩說赫爾維蒂人，向南沿著侏羅山與隆河之間，屬於塞夸尼人的通道，去掠奪愛杜依人。 這現象解釋了斯特拉波明顯的矛盾，在一句裡說愛杜依人居住在索恩河與杜河間，而下一句, 又說塞廣尼人居住在索恩河對岸(東邊)。 兩則敘述都正確，首先在南方,，而後在北方。

## 歷史

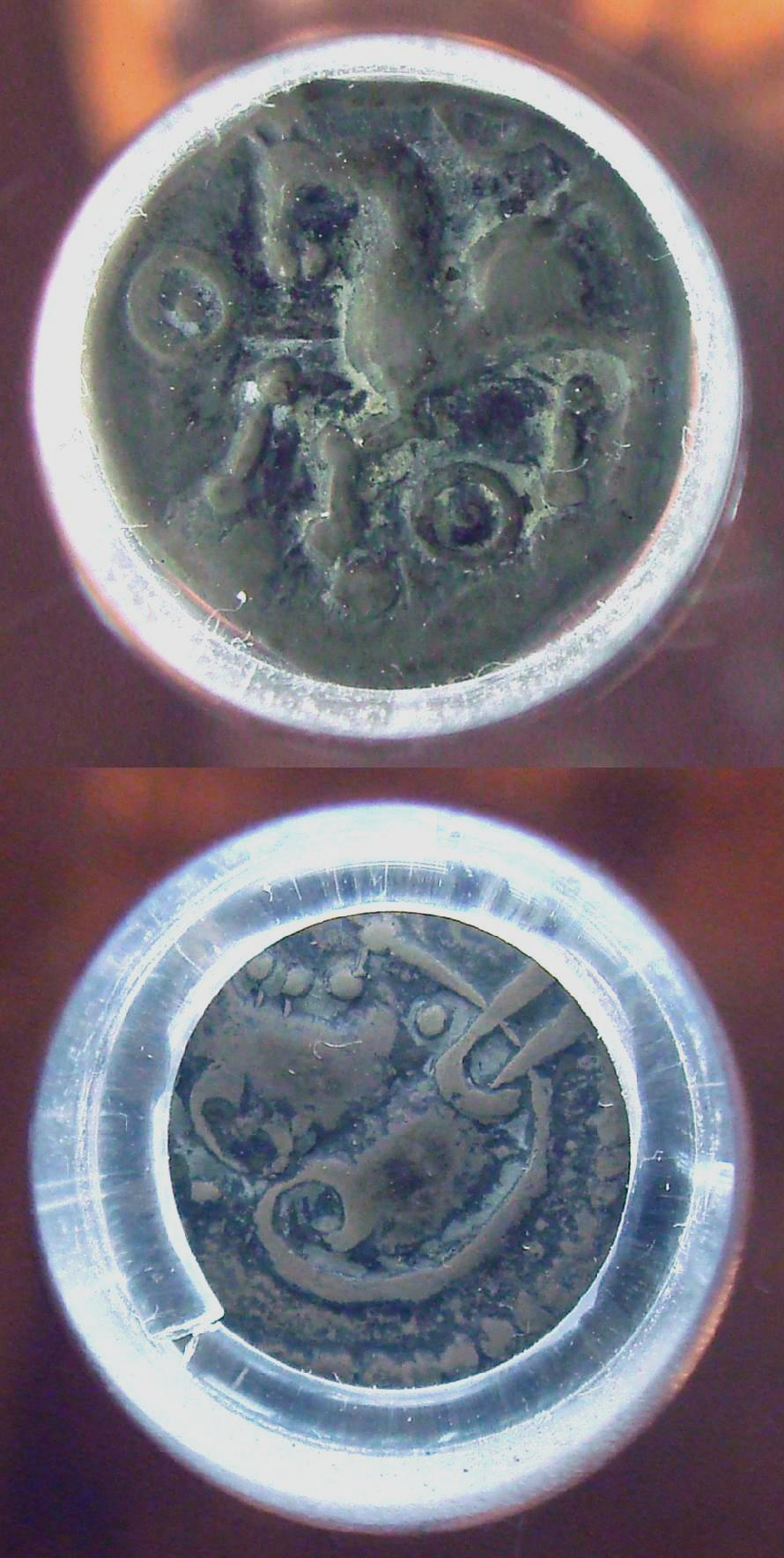
愛杜維丹尼，前1世紀，1940毫克。巴黎錢幣博物館

根據蒂托·李維(第34卷)，他們在前6世紀參與 Bellovesus 的遠征義大利行動。
於尤利烏斯·凱撒的時代前, 他們曾附屬羅馬並獲得羅馬人民的兄弟親人頭銜。
當塞廣尼, 他們的世代死敵, 有了日耳曼首領阿里奧維斯圖的協助 ,在马格托布里加战役擊敗並屠殺愛杜依人時, 愛杜依人派遣狄維基亞庫斯，即德魯伊, 前去羅馬請求元老院的援助, 但他的任務失敗。
當他抵達高盧時(58年)，凱薩重建他們自主權。儘管如此，愛杜依加入了高盧聯盟反抗凱薩(高盧戰記，第七卷，42段)，但在維欽托利在阿萊西亞之戰投降後，他們恢復忠誠。
21年，提貝里烏斯統治期間，他們在 Julius Sacrovir 下反叛，並奪取奧古斯托杜努姆，但他們被 Gaius Silius 平定(塔西陀編年史，第三卷，43-46段)。愛杜依人是第一個高盧族群接受克勞狄一世皇帝榮譽權(jus honorum)的優異等級，因此是第一個允許成為參議員的高盧族群。
在歐莫尼烏斯的演說中， 他懇求重建在他原生地奧古斯托杜努姆的學校，表示該區被忽略。在凱薩時期的愛杜依首席法官被稱作 Vergobretus (依據蒙森的說法, 「審判工作者, judgment-worker」),每年選拔, 掌握生死的權力，但被禁止前往前線。

## 註記
1. 1 2 3   此句或之前多句包含来自公有领域出版物的文本: Chisholm, Hugh (编). .  1 (第11版). London: Cambridge University Press. 1911. This cites: * A. E. Desjardins, Géographie de la Gaule, ii. (1876–1893) * T. R. Holmes, Caesar's Conquest of Gaul (1899).
2. ↑  Caesar & BG，Book vii, Section 5.
3. ↑  Caesar & BG，Book I, Section 12.
4. ↑  Caesar & BG，Book I, Section 11.
5. ↑  Strabo & Geography，Book 4, Chapter 3, Section 2.
6. ↑  Caesar & BG，Book I, Section 33.
7. ↑  Peoples, Nations and Cultures.